# Stefan Jurkiewicz
Stefan Jurkiewicz (ur. 1952) – polski koszykarz występujący na pozycji skrzydłowego, wielokrotny medalista mistrzostw Polski.

## Osiągnięcia
Na podstawie, o ile nie zaznaczono inaczej.
Zawodnicze
- Mistrz Polski (1972, 1973)
- Brązowy medalista mistrzostw Polski (1975)